# 全国好きな嫌いなアナウンサー大賞
『全国好きな嫌いなアナウンサー大賞』（ぜんこくすきなきらいなアナウンサーたいしょう）は、日本テレビ系列で2017年から2019年まで『金曜ロードショー・特別エンターテインメント』で不定期に放送されていた特別番組。
テレビ大分では『金曜ロードショー』のレギュラー編成を行っていないため（当該時間帯はフジテレビ系の番組を編成のため、一部の映画作品を不定期で遅れネット）、本番組は土曜日などの午後枠での単発遅れネットを行っていた。

## 放送内容
日本テレビ系列（クロスネット局を含む）30局の女性アナウンサーが集結し、個性的なキャラクターや各局のアナウンス室の独自ルールに迫る。
最後にゲスト審査員が「最も愛すべきアナウンサーNo.1」（グランプリ）を決定する。

## 出演者

### MC
- くりぃむしちゅー（上田晋也、有田哲平）
- 桝太一（当時日本テレビアナウンサー）
- 水卜麻美（日本テレビアナウンサー）

### ゲスト審査員
※は審査委員長
第1回（2017年）
- 梅沢富美男※
- 亀梨和也（KAT-TUN）
- アンミカ
- いとうあさこ
- 小峠英二（バイきんぐ）
- 菊地亜美
- 滝沢カレン

第2回（2018年）
- 中島健人（Sexy Zone）※
- アンミカ
- いとうあさこ
- 大久保佳代子（オアシズ）
- 小峠英二（バイきんぐ）
- 滝沢カレン
- 田中卓志（アンガールズ）
- 若槻千夏

第3回（2019年）
- 風間俊介※
- いとうあさこ
- 植松晃士
- 大久保佳代子（オアシズ）
- SHELLY
- 須田亜香里（SKE48）
- 登坂淳一
- 馬場ももこ

## 放送日時・グランプリ
| 回数  | 放送日                     | グランプリ受賞者         |
| ----- | -------------------------- | ------------------------ |
| 第1回 | 2017年5月12日21:00 - 22:54 | 伊東幸子（青森放送）     |
| 第2回 | 2018年6月1日21:00 - 22:54  | 榎木田朱美（テレビ宮崎） |
| 第3回 | 2019年5月10日21:00 - 22:54 | 柴田泰佳（北日本放送）   |

## スタジオ出演アナウンサー
出演者は全員、放送当時在籍していたアナウンサー。後に退社した者や他局・フリーに転向したものもいる。
| 放送局                    | 第1回（2017年）              | 第2回（2018年）              | 第3回（2019年）          |
| ------------------------- | ---------------------------- | ---------------------------- | ------------------------ |
| 札幌テレビ（STV）         | 内山佳子 大家彩香 小笠原舞子 | 内山佳子 大家彩香 大慈弥レイ | 大家彩香 西尾優希        |
| 青森放送（RAB）           | 伊東幸子 吉﨑ちひろ          | 伊東幸子                     | 伊東幸子 桒子英里        |
| テレビ岩手（TVI）         | 矢野智美                     | 宮本麗美                     | 矢野智美                 |
| ミヤギテレビ（MMT）       | 鈴木沙喜代                   | 蜂谷由梨奈                   | 蜂谷由梨奈               |
| 秋田放送（ABS）           | 酒井茉耶                     | 佐藤有希                     | 佐藤有希                 |
| 山形放送（YBC）           | 相磯舞                       | 小川香織                     | 青山友紀                 |
| 福島中央テレビ（FCT）     | 小野紗由利                   | 小野紗由利                   | 野尻英恵                 |
| 日本テレビ（NTV）         | 岩本乃蒼 尾崎里紗            | 尾崎里紗 滝菜月              | 滝菜月 岩田絵里奈        |
| 山梨放送（YBS）           | ハードキャッスル・エリザベス | 依田智子                     | 海野紀恵                 |
| テレビ新潟（TeNY）        | 久保田紗也加                 | 松本亜美                     | 松本亜美                 |
| テレビ信州（TSB）         | 内田有紗                     | 鈴木恵理香                   | 鈴木恵理香               |
| 静岡第一テレビ（SDT）     | 永見佳織 小野澤玲奈          | 永見佳織 徳増ないる          | 永見佳織 鳥越佳那        |
| 北日本放送（KNB）         | 粟島佳奈子                   | 大沢綾子                     | 柴田泰佳                 |
| テレビ金沢（KTK）         | 馬場ももこ                   | 馬場ももこ 徳前藍            | 徳前藍                   |
| 福井放送（FBC）           | 山田恵梨子                   | 亀島愛永                     | 亀島愛永                 |
| 中京テレビ（CTV）         | 恩田千佐子 市野瀬瞳 佐野祐子 | 佐野祐子 松岡陽子 磯貝初奈   | 平山雅 望月杏夏 阿部芳美 |
| 読売テレビ（ytv）         | 林マオ 諸國沙代子            | 林マオ 諸國沙代子            | 林マオ 澤口実歩          |
| 日本海テレビ（NKT）       | 定常菜都子                   | 中尾真亜理                   | 大垣舞                   |
| 広島テレビ（HTV）         | 有田優理香                   | 有田優理香                   | 西口真央                 |
| 山口放送（KRY）           | 中村衣里                     | 高松綾香                     | 八木美佐子               |
| 四国放送（JRT）           | 中山千桂子 長谷川朋加        | 梅山茜                       | 梅山茜                   |
| 西日本放送（RNC）         | 小御門千絵                   | 石井奏美                     | 西崎梨乃                 |
| 南海放送（RNB）           | 西木恵美里                   | 星加奈緒                     | 青木美奈実               |
| 高知放送（RKC）           | 高橋生                       | 高橋生                       | 高橋生                   |
| 福岡放送（FBS）           | 若林麻衣子 伊藤舞            | 財津ひろみ 石川愛            | 財津ひろみ 小林茉里奈    |
| 長崎国際テレビ（NIB）     | 中島彩                       | 藤田智子                     | 藤田智子                 |
| くまもと県民テレビ（KKT） | 山本紗英子                   | 井上千沙 八幡美咲            | 井上千沙                 |
| テレビ大分（TOS）         | 御手洗慶子                   | 和田綾香                     | 坂本くるみ               |
| テレビ宮崎（UMK）         | 渕上明里                     | 榎木田朱美                   | 荒尾茉紀                 |
| 鹿児島読売テレビ（KYT）   | 山下香織                     | 宮田玲奈                     | 宮田玲奈                 |

## スタッフ
第3回（2019年5月10日放送分）
- 企画・総合演出：古立善之
- ナレーター：平野義和、立木文彦
- 構成：桜井慎一
- TM：保苅寛之
- SW：三井隆裕
- CAM：中村佳央（第3回）
- MIX：小境健太郎
- VE：佐久間治雄（第3回）
- 照明：粂野高央（第1,3回）
- 音効：保苅智子、鶴巻香奈（鶴巻→第3回）
- モニター：ミジェット
- 技術協力：NiTRo、ヌーベルバーグ
- 美術：大川明子
- デザイン：栗原純二
- 大道具：蝦川真也（第2回-）
- 小道具：伊沢英樹
- 電飾：黒澤裕之（第2回-）
- 美術協力：日本テレビアート
- 編集：佐藤弘一（第3回、スタジオヴェルト）
- MA：丸山輝幸（第1,3回、スタジオヴェルト）
- リサーチ：井上集（フォーミュレーション）
- 編成：田中俊光（第2回）
- ネットワーク：立柗典子
- TK：山沢啓子（第1回は山澤と表示）
- デスク：難波亜矢
- アシスタントディレクター：矢吹竜也、山口拓朗、中村知佳、一之瀬偉史、上田郁美、雨宮優（矢吹→第1回-、一之瀬→第2回-、山口・中村・上田・雨宮→第3回）
- AP：稲葉芳士、井島あおい、斉藤詠美、明田未妃（井島・明田→第1回-、稲葉→第2回-、斉藤→第3回）
- ディレクター：須原翔、春山正宏、仲西正樹、青木章浩、大矢啓太、円城寺健一、中西裕樹、清水奈津子、山本俊哉（山本→第1回はAD）、猪股由太郎、白石公太、内出有布（春山・青木・仲西・中西・猪股→第1回-、須原・大矢・白石→第2回-、円城寺・清水・内出→第3回）
- チーフディレクター：尾之上裕太
- プロデューサー：吉無田剛／吉田一浩、村越多恵子、円城寺剛、中條直子、原田里美、岩田真奈美（岩田→第1回はAP）、末永裕俊、古賀絢子（岩田・中條・末永以外→第1回-、岩田→第2回-、中條・末永→第3回）
- チーフプロデューサー：道坂忠久
- 制作協力：モスキート、極東電視台、ZION、Spice Factory（全社→第1回-）
- 製作著作：日本テレビ

### 過去のスタッフ
- ナレーター：逸見友惠（第1回）
- 構成：成瀬正人、大谷裕一、木南広明、橋本大介（共に第1回）
- CAM：榎本丈之（第1回）、渡辺滋雄（第2回）
- VE：杉本裕治（第1回）、八木一夫（第2回）
- 照明：千葉雄（第2回）
- 音効：大井佐智子（第1,2回）
- 大道具：櫻岡涼（第1回）
- 電飾：富田仁（第1回）
- 編集：武井大彰（第1,2回、スタジオヴェルト）
- MA：古谷栄美（第2回、スタジオヴェルト）
- リサーチ：羽柴千晶、梶谷翔平（共に第1回）
- 編成：切田美伸（第1回）
- 宣伝（第2回）：畠山直人（第2回）
- アシスタントディレクター：茂原大地、今津絢太、岡村美里、中野静香、安部紘志、吉岡弘晃、田原美穂（共に第1回）、児玉龍矢（第1,2回）、國府田亨、芝崎正尭、橋場洸人、高橋理恵、土屋友貴、ホードル麻里奈、渡辺真衣、中熊凌、水賀美佑太、長谷川未咲（共に第2回）
- AP：松川裕範、鈴木桃子（共に第1回）
- ディレクター：鶴巻昌宏、宮本将孝、平元潤、前川瞳美（共に第1回）、立澤哲也、川畑俊介（共に第1,2回）、稲元雅俊、雨宮佑介、加藤昌義（共に第2回）
- プロデューサー：羽村直子、佐藤里絵（共に第1,2回）